# Catania Football Club 2024-2025
Questa voce raccoglie le informazioni riguardanti il Catania Football Club nelle competizioni ufficiali della stagione sportiva 2024-2025.

## Stagione
A seguito di una stagione decisamente altalenante, la società etnea decide di rivoluzionare parte dell'organigramma e della rosa. Il 31 maggio 2024, viene nominato nuovo direttore sportivo Daniele Faggiano (dirigente con una lunga esperienze e trascorsi al Bari, Siena, Trapani, Palermo, Parma, Genoa e Sampdoria); mentre il 18 giugno 2024 viene ufficializzato l'ingaggio di Domenico Toscano, tecnico calabrese vincitore di ben 5 campionati di Serie C e autore della promozione in Serie B del Cesena nella stagione precedente (ottenuta al termine di un campionato dominato con ben 96 punti conquistati).
La stagione degli etnei inizia il 3 agosto 2024, con la sconfitta per 2-1 contro la Carrarese nel turno preliminare di Coppa Italia. Nella Coppa Italia Serie C, il Catania (campione in carica) parte dal secondo turno e il 18 agosto sconfigge tra le mura di casa il Crotone, al termine di una partita intensa finita solo ai tiri di rigore.
Dopo un avvio di stagione promettente (gli etnei si trovano al 2º posto in classifica dopo 10 giornate), il rendimento del Catania cala a partire da metà ottobre. Da segnalare, come nella stagione precedente, un numero elevatissimo di infortuni, che costringono il tecnico Toscano a dover spesso schierare formazioni nettamente rimaneggiate. Alla fine dell'anno solare 2024 (dopo 20 giornate di campionato), gli etnei si trovano al 7º posto in campionato con 31 punti (contando una penalizzazione di un punto avuta a causa di un ritardo di deposito delle fideiussioni di agosto 2024) e un ritardo di 9 punti dalla capolista Benevento.
Oltre al rendimento incostante in campionato, il Catania viene eliminato dal Trapani agli ottavi di finale di Coppa Italia Serie C, il 26 novembre, venendo sconfitto dai granata con un pesante 0-5 in casa (in tale occasione, Toscano schierò tantissimi giocatori della primavera a causa di una emergenza infortuni).
Il 29 dicembre 2024, la società etnea conferma l'ingaggio del dirigente sportivo Ivano Pastore, in veste di collaboratore di Daniele Faggiano per l'area tecnica e a ridosso della sessione invernale di calcio mercato. Il dirigente salernitano ha svolto nel corso degli anni il ruolo di dirigente sportivo per Nocerina, Rimini, Viterbese e Casertana, oltre ad avere svolto diversi ruoli all'Ascoli, Prato e Milan.
Il girone di ritorno inizia in maniera simile a come era finito quello di andata. Tuttavia dalla 26° giornata gli etnei avviano una lunga sequenza di risultati utili (solo una sconfitta casalinga contro l'Avellino avvenuta il 6 aprile), nonostante qualche pareggio di troppo tra le mura del Massimino. Questo periodo positivo porta gli etnei a recuperare dal 10° posto (alla fine della 29° giornata) al 5° finale (aiutato in parte anche dalla riscrittura della classifica a seguito delle esclusioni di Taranto e Turris avvenute a marzo).
Il Catania inizia i play-off dal 1° turno della fase preliminare sconfiggendo il Giugliano al primo turno per 3-2 e il Potenza al secondo turno per 1-0 tra le mura di casa. Al 1° turno della fase nazionale dei play-off, il Catania incontra il Pescara venendo sconfitto al Massimino dagli abruzzesi per 0-1. Al ritorno gli etnei lottano e vincono per 1-2 fuori casa ma il risultato non basta per tenere viva la qualificazione in quanto i pescaresi godevano del vantaggio del pareggio dato dall'essere testa di serie.

## Divise e sponsor
Per la terza stagione consecutiva, lo sponsor tecnico del Catania è l'azienda italiana Erreà. Gli sponsor di maglia sono: SuperConveniente (main sponsor), Funivia dell'Etna (second sponsor), Comer Sud (back shirt sponsor), Muracel (second back partner), Luxury Games (sleeve sponsor), Replay (official demin partner), Expert (short sponsor).

## Organigramma societario
ORGANI DI AMMINISTRAZIONE E CONTROLLO
Consiglio di amministrazione
- Presidente: Rosario Pelligra
- Vice presidente e Amministratore delegato: Vincenzo Grella
- Consigliere di amministrazione: Mark Bresciano
- Consigliere di amministrazione: Joseph Carrozzi
- Consigliere di amministrazione: David Tucker

Collegio sindacale
- Presidente: Mauro Juvara
- Sindaci effetivi: Sebastiano Benedetto Andrea Massimino, Giovanna Maria Cristina Sambataro

AREE E MANAGEMENT
Area gestione aziendale
- Responsabile amministrativo: Carmelo Milazzo
- Segretaria di direzione: Elvira Strano
- Segretaria di amministrazione: Lucrezia Maugeri
- Consulente legale: Dario Motta
- Supporter liaison officer: Giuseppe Franchina
- Addetto agli arbitri: Max Velotto
- Responsabile del servizio di prevenzione e protezione: Mario Drago
- Delegato gestione evento: Antonio Russo
- Addetto alla manutenzione: Enzo Longhitano
- Magazzinieri: Giuseppe Motta, Maurizio Bonfiglio, Corrado Arena

Area comunicazione
- Responsabile comunicazione: Angelo Scaltriti
- Social media manager: Francesco Becciani
- Fotografo: Filippo Galtieri
- Videomaker: Alfio Distefano

Area Marketing
- Direttore marketing & sales: Salvino Sinatra
- Addetto marketing: Alessandro Galiano
- Responsabile merchandising: Francesco Oceano

Area sportiva
- Direttore sportivo: Daniele Faggiano
- Collaboratore area tecnica: Ivano Pastore (dal 29-12-2024) [8]
- Segretario sportivo: Emanuele Passanisi
- Team manager: Giuseppe Matarazzo
- Brand Ambassador: Francesco Lodi (fino al 11-03-2025) [9]
- Responsabile settore giovanile: Orazio Russo
- Responsabile affiliazioni: Teodoro Coppola
- Responsabile dipartimento femminile: Massimiliano Borbone
- Segretario settore giovanile e dipartimento femminile: Pino Fichera

Area tecnica
Staff tecnico
- Allenatore: Domenico Toscano
- Vice-allenatore: Michele Napoli
- Collaboratore tecnico: Leonardo Vanzetto
- Match analyst: Massimo D'Urso
- Allenatore dei portieri: Angelo Porracchio
- Preparatore atletico: Andrea Nocera
- Preparatore atletico: Giuseppe Colombino (dal 26-03-2025) [10]
- Preparatore atletico addetto alla riabilitazione: Domenico Castello

Area sanitaria
- Coordinatore area medica: Francesco Riso
- Responsabile sanitario: Carmelo Amato
- Medico sociale: Cesare Cassisi
- Fisioterapisti: Gianpiero Gulisano, Alberto Palumbo
- Massofisioterapista: Daniele Torrisi
- Massaggiatore: Giuseppe Bruzzo
- Osteopata: Angelo Fangano
- Nutrizionista: Antonio Sedita
- Podologo: Giuseppe Grasso

## Rosa
Aggiornata al 3 febbraio 2025.
| N. |                     | Ruolo | Calciatore           |
| -- | ------------------- | ----- | -------------------- |
| 1  | Lettonia (bandiera) | P     | Klāvs Bethers        |
| 3  | Italia (bandiera)   | D     | Alessandro Celli     |
| 5  | Italia (bandiera)   | D     | Dario Del Fabro      |
| 6  | Italia (bandiera)   | C     | Francesco De Rose    |
| 7  | Italia (bandiera)   | C     | Francesco Di Tacchio |
| 8  | Italia (bandiera)   | C     | Stefano Sturaro      |
| 9  | Italia (bandiera)   | A     | Roberto Inglese      |
| 10 | Spagna (bandiera)   | C     | Kaleb Jiménez        |
| 11 | Italia (bandiera)   | A     | Andrea De Paoli      |
| 12 | Italia (bandiera)   | P     | Damiano Butano       |
| 13 | Italia (bandiera)   | P     | Alessandro Farroni   |
| 15 | Italia (bandiera)   | D     | Matteo Di Gennaro    |
| 16 | Italia (bandiera)   | D     | Alessandro Quaini    |
| 17 | Italia (bandiera)   | C     | Gregorio Luperini    |
| 19 | Italia (bandiera)   | D     | Alessandro Raimo     |
| 20 | Italia (bandiera)   | C     | Giulio Frisenna      |
| 21 | Italia (bandiera)   | A     | Matteo Stoppa        |
| 23 | Italia (bandiera)   | C     | Gabriel Lunetta      |

| N. |                    | Ruolo | Calciatore          |
| -- | ------------------ | ----- | ------------------- |
| 24 | Albania (bandiera) | D     | Ertijon Gega        |
| 32 | Italia (bandiera)  | A     | Adriano Montalto    |
| 33 | Italia (bandiera)  | D     | Armando Anastasio   |
| 34 | Italia (bandiera)  | A     | Federico D'Emilio   |
| 35 | Italia (bandiera)  | D     | Ermanno Ciniero     |
| 36 | Italia (bandiera)  | C     | Oscar Allegra       |
| 37 | Italia (bandiera)  | C     | Carmelo Forti       |
| 38 | Italia (bandiera)  | A     | Clarence Corallo    |
| 39 | Italia (bandiera)  | A     | Lorenzo Privitera   |
| 40 | Italia (bandiera)  | D     | Simone Sechi        |
| 43 | Italia (bandiera)  | C     | Lorenzo Bonaccorso  |
| 44 | Italia (bandiera)  | C     | Davide Guglielmotti |
| 57 | Italia (bandiera)  | P     | Andrea Dini         |
| 63 | Italia (bandiera)  | D     | Andrea Allegretto   |
| 68 | Italia (bandiera)  | D     | Mario Ierardi       |
| 77 | Italia (bandiera)  | A     | Nicola Dalmonte     |
|    | Italia (bandiera)  | D     | Salvatore Monaco    |

## Calciomercato

### Sessione estiva(dall'1/7 all'1/9)
| Acquisti         | Acquisti                    | Acquisti         | Acquisti         |
| R.               | Nome                        | da               | Modalità         |
| ---------------- | --------------------------- | ---------------- | ---------------- |
| P                | Mauris Adamonis             | Lazio            | definitivo       |
| P                | Domiziano Tirelli           | Atletico Uri     | definitivo       |
| P                | Klaidas Laukžemis           | Imolese          | definitivo       |
| D                | Armando Anastasio           | Monza            | definitivo       |
| D                | Matteo Di Gennaro           | Carrarese        | definitivo       |
| D                | Mario Ierardi               | L.R. Vicenza     | definitivo       |
| D                | Alessandro Raimo            | Carrarese        | definitivo       |
| D                | Ertijon Gega                | Sampdoria        | definitivo       |
| C                | Gianluca Carpani            |                  | svincolato       |
| C                | Luca Verna                  | Catanzaro        | definitivo       |
| C                | Francesco Di Tacchio        | Ternana          | definitivo       |
| C                | Gregorio Luperini           | Ternana          | definitivo       |
| C                | Kaleb Joel Jiménez Castillo | Salernitana      | definitivo       |
| C                | Davide Gugliemotti          |                  | svincolato       |
| C                | Gabriel Lunetta             |                  | svincolato       |
| C                | Francesco De Rose           | Cesena           | definitivo       |
| A                | Filippo D'Andrea            | Audace Cerignola | definitivo       |
| A                | Adriano Montalto            | Casertana        | definitivo       |
| A                | Matteo Stoppa               | Sampdoria        | definitivo       |
| A                | Roberto Inglese             |                  | svincolato       |
| Altre operazioni |                             |                  |                  |
| R.               | Nome                        | a                | Modalità         |
| D                | Mattia Maffei               | Fiorenzuola      | rientro prestito |
| C                | Riccardo Ladinetti          | Taranto          | rientro prestito |
| C                | Niccolò Zanellato           | Crotone          | rientro prestito |
| A                | Giuseppe De Luca            | Pergolettese     | rientro prestito |
| A                | Miloš Bočić                 | Fiorenzuola      | rientro prestito |
| A                | Miloš Bočić                 | Taranto          | rientro prestito |

| Cessioni         | Cessioni           | Cessioni    | Cessioni      |
| R.               | Nome               | a           | Modalità      |
| ---------------- | ------------------ | ----------- | ------------- |
| P                | Jacopo Furlan      | Lecco       | definitivo    |
| P                | Domiziano Tirelli  | Siena       | prestito      |
| D                | Ivan Kontek        | Casertana   | definitivo    |
| D                | Mattia Maffei      | Cavese      | prestito      |
| D                | Marcos Curado      | Ascoli      | definitivo    |
| D                | Devid Eugene Bouah | Carrarese   | definitivo    |
| C                | Emanuele Cicerelli | Ternana     | prestito      |
| C                | Riccardo Ladinetti | Pontedera   | definitivo    |
| C                | Nana Welbeck       | Lucchese    | definitivo    |
| C                | Roberto Zammarini  |             | risoluzione   |
| C                | Diego Peralta      | Trento      | prestito      |
| C                | Andrés Tello       | Salernitana | prestito      |
| A                | Marco Chiarella    | Rimini      | prestito      |
| A                | Miloš Bočić        | Taranto     | prestito      |
| A                | Davide Marsura     | Ascoli      | prestito      |
| A                | Rocco Costantino   | Lucchese    | prestito      |
| A                | Miloš Bočić        | Latina      | prestito      |
| A                | Pietro Cianci      | Ternana     | prestito      |
| A                | Samuel Di Carmine  | Trento      | definitivo    |
| A                | Giuseppe De Luca   |             | risoluzione   |
| Altre operazioni |                    |             |               |
| R.               | Nome               | a           | Modalità      |
| D                | Kevin Haveri       | Torino      | fine prestito |
| D                | Antonio Mazzotta   |             | svincolato    |
| C                | Emanuele Ndoj      |             | svincolato    |

### Operazioni successive alla sessione estiva
| Acquisti         | Acquisti           | Acquisti | Acquisti         |
| R.               | Nome               | da       | Modalità         |
| ---------------- | ------------------ | -------- | ---------------- |
| P                | Alessandro Farroni |          | svincolato       |
| Altre operazioni |                    |          |                  |
| A                | Rocco Costantino   | Lucchese | rientro prestito |

| Cessioni | Cessioni          | Cessioni | Cessioni |
| R.       | Nome              | a        | Modalità |
| -------- | ----------------- | -------- | -------- |
| P        | Klaidas Laukžemis | Ancona   | prestito |

### Sessione invernale(dal 2/1 al 3/2)
| Acquisti         | Acquisti          | Acquisti    | Acquisti         |
| R.               | Nome              | da          | Modalità         |
| ---------------- | ----------------- | ----------- | ---------------- |
| P                | Andrea Dini       | Catanzaro   | definitivo       |
| D                | Andrea Allegretto | AZ Picerno  | definitivo       |
| D                | Dario Del Fabro   | Arezzo      | prestito         |
| C                | Giulio Frisenna   | Messina     | definitivo       |
| A                | Nicola Dalmonte   | Salernitana | prestito         |
| A                | Andrea De Paoli   | Giugliano   | prestito         |
| Altre operazioni |                   |             |                  |
| R.               | Nome              | da          | Modalità         |
| P                | Domiziano Tirelli | Siena       | rientro prestito |
| D                | Mattia Maffei     | Cavese      | rientro prestito |
| A                | Marco Chiarella   | Rimini      | rientro prestito |

| Cessioni | Cessioni            | Cessioni         | Cessioni    |
| R.       | Nome                | a                | Modalità    |
| -------- | ------------------- | ---------------- | ----------- |
| P        | Marius Adamonis     | Sudtirol         | prestito    |
| P        | Domiziano Tirelli   | Livorno          | prestito    |
| D        | Alessio Castellini  | Pisa             | prestito    |
| D        | Mattia Maffei       | Trento           | prestito    |
| D        | Francesco Rapisarda |                  | risoluzione |
| D        | Tommaso Silvestri   | Triestina        | prestito    |
| C        | Gianluca Carpani    | Ascoli           | definitivo  |
| C        | Luca Verna          | Trapani          | definitivo  |
| C        | Niccolò Zanellato   | Lecco            | definitivo  |
| A        | Cosimo Chiricò      |                  | risoluzione |
| A        | Rocco Costantino    | Messina          | prestito    |
| A        | Marco Chiarella     | Messina          | prestito    |
| A        | Filippo D'Andrea    | Audace Cerignola | prestito    |
| A        | Gabriel Popovic     | Puteolana        | prestito    |

## Risultati

### Serie C
Girone di andata
| Potenza 24 agosto 2024, ore 18:00 CEST 1ª giornata | Sorrento           | 0 – 0 referto | Catania | Stadio Alfredo Viviani (600 spett.)\| Arbitro: \| De Angeli (Milano) \| |
| Arbitro:                                           | De Angeli (Milano) |               |         |                                                                         |

| Arbitro: | Di Francesco (Ostia Lido) |

|             |           |  |
| Carpani 23’ | Marcatori |  |

| Arbitro: | Grasso (Ariano Irpino) |

|                |           |                                      |
| Afena-Gyan 81’ | Marcatori | 24’ Anastasio 61’ Inglese 86’ Quaini |

| Catania 14 settembre 2024, ore 20:45 CEST 4ª giornata | Catania       | 0 – 0 referto | AZ Picerno | Stadio Angelo Massimino (17.827 spett.)\| Arbitro: \| Ubaldi (Roma) \| |
| Arbitro:                                              | Ubaldi (Roma) |               |            |                                                                        |

| Arbitro: | Mastrodomenico (Matera) |

|                                    |           |                        |
| Giorgione 34’ Njambè 57’ Baldè 81’ | Marcatori | 52’ Verna 86’ Montalto |

| Catania 25 settembre 2024, ore 20:45 CEST 6ª giornata | Catania          | 0 – 0 referto | Audace Cerignola | Stadio Angelo Massimino (17.153 spett.)\| Arbitro: \| Zanotti (Rimini) \| |
| Arbitro:                                              | Zanotti (Rimini) |               |                  |                                                                           |

| Arbitro: | Pezzopane (L'Aquila) |

|             |           |  |
| Lunetta 49’ | Marcatori |  |

| Arbitro: | Turrini (Firenze) |

|             |           |                                            |
| Mancini 18’ | Marcatori | 27’ Guglielmotti 79’ Jiménez 90+2’ Inglese |

| Arbitro: | Renzi (Pesaro) |

|                         |           |  |
| Carpani 24’ Inglese 51’ | Marcatori |  |

| Arbitro: | Di Francesco (Ostia Lido) |

|                 |           |                              |
| Tascone 39’ 51’ | Marcatori | 87’ Inglese 90+3’ Di Gennaro |

| Arbitro: | Vogliacco (Bari) |

|  |           |              |
|  | Marcatori | 60’ Ercolano |

| Torre del Greco 31 ottobre 2024, ore 20:45 CEST 12ª giornata | Turris             | / – / Annullata per esclusione Turris da Serie C NOW 2024-2025 referto | Catania | Stadio Amerigo Liguori (1.294 spett.)\| Arbitro: \| De Angeli (Milano) \| |
| Arbitro:                                                     | De Angeli (Milano) |                                                                        |         |                                                                           |

| Catania 3 novembre 2024, ore 19:30 CEST 13ª giornata | Catania          | 0 – 0 referto | Messina | Stadio Angelo Massimino (17.674 spett.)\| Arbitro: \| Mucera (Palermo) \| |
| Arbitro:                                             | Mucera (Palermo) |               |         |                                                                           |

| Arbitro: | Gianquinto (Parma) |

|                              |           |                             |
| Silva 8’ Gómez 24’ Giron 38’ | Marcatori | 72’ Stoppa 79’ (aut.) Giron |

| Arbitro: | Ancora (Roma) |

|                            |           |              |
| Castellini 44’ Inglese 58’ | Marcatori | 50’ Celiento |

| Arbitro: | Zanotti (Rimini) |

|                |           |                         |
| Redan 48’, 82’ | Marcatori | 40’ D'Andrea 55’ Stoppa |

| Arbitro: | Allegretta (Molfetta) |

|                   |           |           |
| Stoppa 26’ (rig.) | Marcatori | 74’ Fella |

| Taranto 8 dicembre 2024, ore 17:30 CEST 18ª giornata | Taranto      | / – / Annullata per esclusione Taranto da Serie C NOW 2024-2025 referto | Catania | Stadio Erasmo Iacovone (620 spett.)\| Arbitro: \| Vingo (Pisa) \| |
| Arbitro:                                             | Vingo (Pisa) |                                                                         |         |                                                                   |

| Arbitro: | Gavini (Aprilia) |

|  |           |                   |
|  | Marcatori | 70’, 81’ Caturano |

Girone di ritorno
| Arbitro: | Mastrodomenico (Matera) |

|                                    |           |  |
| Inglese 73’, 87’, 90+2’ Stoppa 77’ | Marcatori |  |

| Arbitro: | Sfira (Pordenone) |

|                                      |           |                         |
| Lamesta 21’ Lanini 76’ Simonetti 78’ | Marcatori | 28’ Inglese 48’ Jiménez |

| Arbitro: | Drigo (Portogruaro) |

|               |           |                           |
| Lunetta 90+4’ | Marcatori | 42’ Afena-Gyan 87’ Semedo |

| Arbitro: | Leone (Barletta) |

|            |           |             |
| Petito 81’ | Marcatori | 65’ Carpani |

| Arbitro: | Vergaro (Bari) |

|                                  |           |              |
| Guglielmotti 8’, 14’ Lunetta 86’ | Marcatori | 33’ Del Sole |

| Arbitro: | Ancora (Roma) |

|                             |           |  |
| Paolucci 60’ Capomaggio 69’ | Marcatori |  |

| Arbitro: | Turrini (Firenze) |

|               |           |                         |
| Grandolfo 52’ | Marcatori | 3’ De Paoli 85’ Ierardi |

| Arbitro: | Ursini (Pescara) |

|                    |           |                     |
| Inglese 33’ (rig.) | Marcatori | 50’ (rig.) Carretta |

| Arbitro: | Mastrodomenico (Matera) |

|                     |           |               |
| Leonetti 24’ (rig.) | Marcatori | 45+1’ Jiménez |

| Arbitro: | Ubaldi (Roma) |

|               |           |          |
| Anastasio 76’ | Marcatori | 68’ Sarr |

| Arbitro: | Sfira (Pordenone) |

|            |           |                                                                  |
| Ekuban 51’ | Marcatori | 55’ (rig.) Montalto 71’, 85’ (rig.) Jiménez 90+4’ (aut.) Saccani |

| Catania 12 marzo 2025, ore 18:30 CEST 31ª giornata | Catania | / – / Cancellata per esclusione Taranto da Serie C NOW 2024-2025 | Turris | Stadio Angelo Massimino |

| Arbitro: | Sacchi (Macerata) |

|  |           |             |
|  | Marcatori | 17’ Lunetta |

| Catania 23 marzo 2025, ore 12:30 CEST 33ª giornata | Catania          | 0 – 0 referto | Crotone | Stadio Angelo Massimino (15.484 spett.)\| Arbitro: \| Lovison (Padova) \| |
| Arbitro:                                           | Lovison (Padova) |               |         |                                                                           |

| Arbitro: | De Angeli (Milano) |

|  |           |                                        |
|  | Marcatori | 40’ Anastasio 48’ Lunetta 87’ Frisenna |

| Arbitro: | Allegretta (Molfetta) |

|            |           |                   |
| Lunetta 8’ | Marcatori | 12’, 61’ Patierno |

| Arbitro: | Poli (Verona) |

|  |           |             |
|  | Marcatori | 60’ Jiménez |

| Catania 19 aprile 2025, ore 18:30 CEST 37ª giornata | Catania | / – / Cancellata per esclusione Taranto da Serie C NOW 2024-2025 | Taranto | Stadio Angelo Massimino |

| Arbitro: | Di Reda (Molfetta) |

|               |           |                       |
| Castorani 66’ | Marcatori | 13’ Raimo 90’ Inglese |

### Serie C (Play-off)
Fase preliminare
| Arbitro: | Ubaldi (Roma) |

|                                    |           |                        |
| Inglese 9’, 60’ (rig.) Ierardi 50’ | Marcatori | 45+2’ De Rosa 79’ Nepi |

| Arbitro: | Allegretta (Molfetta) |

|             |           |  |
| Inglese 88’ | Marcatori |  |

Fase nazionale

| Arbitro: | Zanotti (Rimini) |

|  |           |            |
|  | Marcatori | 86’ Merola |

| Arbitro: | Ancora (Roma) |

|           |           |                               |
| Tonin 79’ | Marcatori | 70’ Di Gennaro 90+1’ Montalto |

### Coppa Italia Serie C
Turni eliminatori
| Arbitro: | Iannello (Messina) |

|              |           |           |
| Luperini 68’ | Marcatori | 47’ Gomez |

Fase finale
| Arbitro: | Grasso (Ariano Irpino) |

|  |           |                                                              |
|  | Marcatori | 10’ Carraro 32’ Celiento 54’ Karic 70’ Bifulco 90+1’ Kanoute |

### Coppa Italia
Turni eliminatori
| Arbitro: | Calzavara (Varese) |

|                         |           |             |
| Cherubini 46’ Cerri 89’ | Marcatori | 54’ Popovic |

## Statistiche
Le statistiche indicate tra parentesi tengono conto della gara vinta contro il Taranto dell'8 dicembre 2024 e della gara pareggiata contro la Turris del 31 ottobre 2024, entrambe annullate in seguito all'esclusione delle due squadre dal campionato di Serie C.

### Statistiche di squadra
| Competizione         | Punti                        | In casa | In casa | In casa | In casa | In casa | In casa | In trasferta | In trasferta | In trasferta | In trasferta | In trasferta | In trasferta | Totale  | Totale  | Totale  | Totale | Totale  | Totale  | DR        |
| Competizione         | Punti                        | G       | V       | N       | P       | Gf      | Gs      | G            | V            | N            | P            | Gf           | Gs           | G       | V       | N       | P      | Gf      | Gs      | DR        |
| -------------------- | ---------------------------- | ------- | ------- | ------- | ------- | ------- | ------- | ------------ | ------------ | ------------ | ------------ | ------------ | ------------ | ------- | ------- | ------- | ------ | ------- | ------- | --------- |
| Serie C              | 53                           | 17      | 6       | 7       | 4       | 18      | 12      | 17 (19)      | 7 (8)        | 5 (6)        | 4            | 31 (37)      | 22 (24)      | 34 (36) | 14 (15) | 12 (13) | 8      | 49 (55) | 34 (36) | +15 (+19) |
| Serie C (Play-off)   | Primo turno (fase nazionale) | 3       | 2       | 0       | 1       | 4       | 3       | 1            | 1            | 0            | 0            | 2            | 1            | 4       | 3       | 0       | 1      | 6       | 4       | +2        |
| Coppa Italia Serie C | Ottavi di finale             | 2       | 0       | 1       | 1       | 1       | 6       | 0            | 0            | 0            | 0            | 0            | 0            | 2       | 0       | 1       | 1      | 1       | 6       | -5        |
| Coppa Italia         | Turno preliminare            | 0       | 0       | 0       | 0       | 0       | 0       | 1            | 0            | 0            | 1            | 1            | 2            | 1       | 0       | 0       | 1      | 1       | 2       | -1        |
| Totale               |                              | 22      | 8       | 8       | 6       | 23      | 21      | 19 (21)      | 8 (9)        | 5 (6)        | 5            | 34 (40)      | 25 (27)      | 41 (43) | 17 (18) | 13 (14) | 11     | 57 (63) | 46 (48) | +11 (+15) |

### Andamento in campionato
Le statistiche riguardanti la posizione in classifica a partire dalla 30ª giornata tengono conto dell'annullamento della gara vinta contro il Taranto dell'8 dicembre 2024 in seguito all'esclusione dei pugliesi dal campionato di Serie C.

Le statistiche riguardanti la posizione in classifica a partire dalla 31ª giornata tengono conto dell'annullamento della gara pareggiata contro la Turris del 31 ottobre 2024 in seguito all'esclusione dei campani dal campionato di Serie C.
| Giornata  | 1  | 2 | 3 | 4 | 5 | 6 | 7 | 8 | 9 | 10 | 11 | 12 | 13 | 14 | 15 | 16 | 17 | 18 | 19 | 20 | 21 | 22 | 23 | 24 | 25 | 26 | 27 | 28 | 29 | 30 | 31 | 32 | 33 | 34 | 35 | 36 | 37 | 38 |
| --------- | -- | - | - | - | - | - | - | - | - | -- | -- | -- | -- | -- | -- | -- | -- | -- | -- | -- | -- | -- | -- | -- | -- | -- | -- | -- | -- | -- | -- | -- | -- | -- | -- | -- | -- | -- |
| Luogo     | T  | C | T | C | T | C | C | T | C | T  | C  | T  | C  | T  | C  | T  | C  | T  | C  | C  | T  | C  | T  | C  | T  | T  | C  | T  | C  | T  | C  | T  | C  | T  | C  | T  | C  | T  |
| Risultato | N  | V | V | N | P | N | V | V | V | N  | P  | N  | N  | P  | V  | N  | N  | V  | P  | V  | P  | P  | N  | V  | P  | V  | N  | N  | N  | V  | -  | V  | N  | V  | P  | V  | -  | V  |
| Posizione | 13 | 5 | 3 | 4 | 6 | 9 | 6 | 5 | 4 | 2  | 6  | 7  | 7  | 9  | 7  | 9  | 9  | 6  | 8  | 7  | 8  | 9  | 8  | 7  | 7  | 7  | 8  | 10 | 10 | 7  | 7  | 7  | 7  | 5  | 5  | 5  | 5  | 5  |

Legenda:

Luogo: C = Casa; T = Trasferta. Risultato: V = Vittoria; N = Pareggio; P = Sconfitta.